# Illa (Entrimo)
Illa (llamada oficialmente San Lourenzo da Illa) es una parroquia y un lugar del municipio español de Entrimo, en la provincia de Orense, Galicia.

## Toponimia
La parroquia también es conocida por el nombre de San Lorenzo de Illa.

## Organización territorial
La parroquia está formada por cuatro entidades de población, constando tres de ellas en el nomenclátor del Instituto Nacional de Estadística español:
- A Illa
- Lantemil
- Olelas
- Reloeira

## Demografía

### Parroquia
| Gráfica de evolución demográfica de Illa (parroquia) entre 2000 y 2022 |
|                                                                        |
| Datos según el nomenclátor publicado por el INE.                       |

### Lugar
| Gráfica de evolución demográfica de A Illa (lugar) entre 2000 y 2022 |
|                                                                      |
| Datos según el nomenclátor publicado por el INE.                     |